# Alessandro Vitti
 (novembre 2018).
Alessandro Vitti, né le 1er octobre 1978 à Tarente, est un dessinateur de bande dessinée et de comics italien.

## Biographie
Après des débuts d'illustrateurs pour des maisons d'édition italiennes et pour des publicités, il produit sa première bande dessinée en 2002. En 2007, paraît Serial Killer édité par les éditions Soleil. Ses premiers comics, Secrets Warriors avec Jonathan Hickman, sont édités par Marvel Comics en 2007. En 2008, il dessine deux histoires se situant dans l'univers des X-Men pour Marvel Italie. Il est aussi enseignant à l'École internationale de comics de Reggio d'Émilie.

## Œuvres
- Avengers, Panini Comics, collection Marvel Comics

2. Créatures Féroces, scénario d'Ed Brubaker, Cullen Bunn, Alex Irvine et Brian Michael Bendis, dessins de Lan Medina, Alessandro Vitti, Alan Davis et Renato Guedes, 2012  (ISBN 978-2-8094-2769-1)
- Dark Reign, Panini Comics, collection Marvel Comics

11. Frères de sang, scénario de Jonathan Hickman, Rick Remender, Brian Michael Bendis et Karl Kesel, dessins de Mike Mayhew, Alessandro Vitti, Mahmud A. Asrar et Mike Deodato Jr., 2010  (ISBN 978-2-8094-1637-4)
- Dossier Tueur en série, Soleil Productions, collection Serial killer

2. Le Vampire de Sacramento, scénario de Thomas Mosdi, dessins de Serge Fino, Alessandro Vitti et Bernard Köllé, 2007  (ISBN 978-2-84946-898-2)
5. Ted Bundy, scénario de Dobbs, dessins d'Alessandro Vitti, 2010  (ISBN 978-2-302-00931-8)
- Marvel Stars, Panini Comics, collection Marvel Kiosque

1. Histoires secrètes, scénario de Jeff Parker, Ed Brubaker, Jonathan Hickman et Greg Pak, dessins de Kev Walker, Paul Pelletier, Alessandro Vitti et Mike Deodato Jr., 2011  (ISBN 978-2-8094-1834-7)
3. Perfection, scénario de Jeff Parker, Ed Brubaker, Jonathan Hickman et Greg Pak, dessins de Kev Walker, Paul Pelletier, Alessandro Vitti et Mike Deodato Jr., 2011  (ISBN 978-2-8094-1967-2)
6. Un éclair dans la nuit, scénario d'Ed Brubaker et Jonathan Hickman, dessins d'Alessandro Vitti, John Denning et Mirko Colak, 2011  (ISBN 978-2-8094-2172-9)
7. Les Retrouvailles, scénario d'Ed Brubaker et Jonathan Hickman, dessins d'Alessandro Vitti, Will Conrad et Mike Deodato Jr., 2011  (ISBN 978-2-8094-2193-4)
- Secret Warriors, Panini Comics, collection Marvel Deluxe

2. Le Réveil de la bête, scénario de Jonathan Hickman, dessins d'Alessandro Vitti, 2012  (ISBN 978-2-8094-2413-3)
3. Renaissance, scénario de Jonathan Hickman et Brian Michael Bendis, dessins d'Alessandro Vitti, 2013  (ISBN 978-2-8094-2902-2)